# S&P 100
L'S&P 100 è un indice di borsa tenuto da Standard & Poor's riferito all'andamento di un paniere di 102 azioni delle 100 aziende statunitensi a maggiore capitalizzazione.
Fanno parte di questo paniere, che di fatto è un sottoinsieme di quello dell'indice S&P 500, le azioni di grandi aziende contrattate al New York Stock Exchange (NYSE), al NYSE American (una volta conosciuto come American Stock Exchange, AMEX) e al Nasdaq. 
Il peso attribuito a ciascuna azienda è direttamente proporzionale al valore di mercato e, a gennaio 2017, il totale della capitalizzazione della aziende considerate dall'S&P 100 era pari a 13.600 miliardi di dollari, ossia al 63% del valore dell'intera capitalizzazione delle aziende considerate dall'S&P 500 e al 51% del totale della capitalizzazione di tutte le aziende quotate sui mercati statunitensi. Di fatto, le società facenti parte del paniere dell'S&P 100 sono le aziende più grandi e di maggior successo dell'S&P 500.
L'indice è stato costituito e continua ad essere gestito da S&P Dow Jones Indices, una joint venture controllata da McGraw Hill Financial. S&P Dow Jones Indices pubblica molti indici del mercato azionario, come il Dow Jones Industrial Average, l'S&P MidCap 400, il già citato S&P 500, l'S&P SmallCap 600 e l'S&P Composite 1500.

## Storia
L'indice è stato creato e introdotto il 15 giugno 1983.
Nel 1983 la Chicago Board Options Exchange (CBOE) creò le prime opzioni su un indice, basate su un indice di creazione proprio della CBOE, il CBOE 100.
Nel 1993, la CBOE creò il Chicago Board Options Exchange Market Volatility Index (VIX), il cui valore era calcolato basandosi sul prezzo delle opzioni sull'S&P 100, che hanno simbolo "OEX" e che al tempo erano le opzioni su indice più scambiate. Nel 2003, poi, cambiò metodo basandosi sul prezzo delle opzioni sull'indice S&P 500.

## Record
| Categoria        | Valori record | Valori record               |
| ---------------- | ------------- | --------------------------- |
| Chiusura         | 1,803.14      | Mercoledì, 17 febbraio 2021 |
| Infragiornaliero | 1,810.82      | Martedì, 16 febbraio 2021   |

## Componenti
Di seguito sono elencate le società considerate dall'S&P 100 al 22 marzo 2021:
| Simbolo | Nome                            | Settore                  |
| ------- | ------------------------------- | ------------------------ |
| AAPL    | Apple Inc.                      | Tecnologia informatica   |
| ABBV    | AbbVie Inc.                     | Farmaceutico             |
| ABT     | Abbott Laboratories             | Farmaceutico             |
| ACN     | Accenture                       | Tecnologia informatica   |
| ADBE    | Adobe Inc.                      | Tecnologia informatica   |
| AIG     | American International Group    | Finanziario              |
| AMGN    | Amgen Inc.                      | Farmaceutico             |
| AMT     | American Tower                  | Immobiliare              |
| AMZN    | Amazon                          | Commerciale              |
| AVGO    | Broadcom Inc.                   | Tecnologia informatica   |
| AXP     | American Express                | Finanziario              |
| BA      | Boeing Co.                      | Industriale              |
| BAC     | Bank of America Corp            | Finanziario              |
| BIIB    | Biogen                          | Farmaceutico             |
| BK      | Bank of New York Mellon         | Finanziario              |
| BKNG    | Booking Holdings                | Commerciale              |
| BLK     | BlackRock Inc                   | Finanziario              |
| BMY     | Bristol-Myers Squibb            | Farmaceutico             |
| BRK.B   | Berkshire Hathaway              | Finanziario              |
| C       | Citigroup Inc                   | Finanziario              |
| CAT     | Caterpillar Inc.                | Industriale              |
| CHTR    | Charter Communications          | Servizi di comunicazione |
| CL      | Colgate-Palmolive               | Commerciale              |
| CMCSA   | Comcast Corp.                   | Servizi di comunicazione |
| COF     | Capital One Financial Corp.     | Finanziario              |
| COP     | ConocoPhillips                  | Energia                  |
| COST    | Costco Wholesale Corp.          | Commerciale              |
| CRM     | Salesforce                      | Tecnologia informatica   |
| CSCO    | Cisco Systems                   | Tecnologia informatica   |
| CVS     | CVS Health                      | Farmaceutico             |
| CVX     | Chevron Corporation             | Energia                  |
| DD      | DuPont de Nemours Inc           | Materiali                |
| DHR     | Danaher Corporation             | Farmaceutico             |
| DIS     | The Walt Disney Company         | Servizi di comunicazione |
| DOW     | Dow Inc.                        | Materiali                |
| DUK     | Duke Energy                     | Energia                  |
| EMR     | Emerson Electric Co.            | Industriale              |
| EXC     | Exelon                          | Energia                  |
| F       | Ford Motor Company              | Industriale              |
| FB      | Facebook, Inc.                  | Servizi di comunicazione |
| FDX     | FedEx                           | Industriale              |
| GD      | General Dynamics                | Industriale              |
| GE      | General Electric                | Industriale              |
| GILD    | Gilead Sciences                 | Farmaceutico             |
| GM      | General Motors                  | Industriale              |
| GOOG    | Alphabet Inc. (Classe C)        | Servizi di comunicazione |
| GOOGL   | Alphabet Inc. (Classe A)        | Servizi di comunicazione |
| GS      | Goldman Sachs                   | Finanziario              |
| HD      | The Home Depot                  | Commerciale              |
| HON     | Honeywell                       | Industriale              |
| IBM     | International Business Machines | Tecnologia informatica   |
| INTC    | Intel Corp.                     | Tecnologia informatica   |
| JNJ     | Johnson & Johnson               | Farmaceutico             |
| JPM     | JPMorgan Chase & Co.            | Finanziario              |
| KHC     | Kraft Heinz                     | Alimentare               |
| KO      | The Coca-Cola Company           | Alimentare               |
| LIN     | Linde plc                       | Industriale              |
| LLY     | Eli Lilly and Company           | Farmaceutico             |
| LMT     | Lockheed Martin                 | Industriale              |
| LOW     | Lowe's                          | Commerciale              |
| MA      | Mastercard                      | Finanziario              |
| MCD     | McDonald's Corp                 | Commerciale              |
| MDLZ    | Mondelēz International          | Alimentare               |
| MDT     | Medtronic plc                   | Farmaceutico             |
| MET     | MetLife Inc.                    | Finanziario              |
| MMM     | 3M Company                      | Industriale              |
| MO      | Altria Group                    | Commerciale              |
| MRK     | Merck & Co.                     | Farmaceutico             |
| MS      | Morgan Stanley                  | Finanziario              |
| MSFT    | Microsoft                       | Tecnologia informatica   |
| NEE     | NextEra Energy                  | Energia                  |
| NFLX    | Netflix                         | Servizi di comunicazione |
| NKE     | Nike, Inc.                      | Commerciale              |
| NVDA    | Nvidia Corporation              | Tecnologia informatica   |
| ORCL    | Oracle Corporation              | Tecnologia informatica   |
| PEP     | PepsiCo                         | Alimentare               |
| PFE     | Pfizer Inc                      | Farmaceutico             |
| PG      | Procter & Gamble                | Commerciale              |
| PM      | Philip Morris International     | Commerciale              |
| PYPL    | PayPal                          | Finanziario              |
| QCOM    | Qualcomm                        | Tecnologia informatica   |
| RTX     | Raytheon Technologies           | Industriale              |
| SBUX    | Starbucks Corp.                 | Commerciale              |
| SO      | Southern Company                | Energia                  |
| SPG     | Simon Property Group            | Immobiliare              |
| T       | AT&T Inc                        | Servizi di comunicazione |
| TGT     | Target Corporation              | Commerciale              |
| TMO     | Thermo Fisher Scientific        | Farmaceutico             |
| TMUS    | T-Mobile US                     | Servizi di comunicazione |
| TSLA    | Tesla, Inc.                     | Industriale              |
| TXN     | Texas Instruments               | Tecnologia informatica   |
| UNH     | UnitedHealth Group              | Farmaceutico             |
| UNP     | Union Pacific Corporation       | Industriale              |
| UPS     | United Parcel Service           | Industriale              |
| USB     | U.S. Bancorp                    | Finanziario              |
| V       | Visa Inc.                       | Finanziario              |
| VZ      | Verizon Communications          | Servizi di comunicazione |
| WBA     | Walgreens Boots Alliance        | Alimentare               |
| WFC     | Wells Fargo                     | Finanziario              |
| WMT     | Walmart                         | Alimentare               |
| XOM     | Exxon Mobil Corp.               | Energia                  |

## Dati statistici
La capitalizzazione media del flottante dell'S&P 100 è oltre tre volte quello dell'S&P 500 (135 miliardi di dollari rispetto a 40 stando ai dati del gennaio 2017). La deviazione standard delle aziende incluse nell'S&P 100 è solitamente inferiore rispetto a quella delle aziende dell'S&P 500, conseguentemente la volatilità dell'S&P 100 è inferiore. Tuttavia la correlazione tra i due indici è comunque molto alta.

## Incremento annuale
La tabella seguente mostra lo sviluppo annuale dell'S&P 100 dal 1977:
| Anno | Prezzo iniziale | Prezzo finale | Cambiamento nell'indice in punti | Cambiamento nell'indice in % |
| 1977 | 116.46          | 102.05        | -14.41                           | -12.37%                      |
| 1978 | 102.05          | 105.97        | 3.92                             | 3.84%                        |
| 1979 | 105.97          | 111.05        | 5.08                             | 4.79%                        |
| 1980 | 111.05          | 137.66        | 26.61                            | 23.96%                       |
| 1981 | 137.66          | 119.54        | -18.12                           | -13.16%                      |
| 1982 | 119.54          | 142.17        | 22.63                            | 18.93%                       |
| 1983 | 142.17          | 166.12        | 23.95                            | 16.85%                       |
| 1984 | 166.12          | 165.08        | -1.04                            | -0.63%                       |
| 1985 | 165.08          | 206.02        | 40.94                            | 24.80%                       |
| 1986 | 206.02          | 231.09        | 25.07                            | 12.17%                       |
| 1987 | 231.09          | 238.26        | 7.17                             | 3.10%                        |
| 1988 | 238.26          | 263.86        | 25.60                            | 10.74%                       |
| 1989 | 263.86          | 329.35        | 65.49                            | 24.82%                       |
| 1990 | 329.35          | 310.45        | -18.90                           | -5.74%                       |
| 1991 | 310.45          | 385.56        | 75.11                            | 24.19%                       |
| 1992 | 385.56          | 396.64        | 11.08                            | 2.87%                        |
| 1993 | 396.64          | 429.46        | 32.82                            | 8.27%                        |
| 1994 | 429.46          | 428.63        | -0.83                            | -0.19%                       |
| 1995 | 428.63          | 585.92        | 157.29                           | 36.70%                       |
| 1996 | 585.92          | 719.98        | 134.06                           | 22.88%                       |
| 1997 | 719.98          | 919.88        | 199.90                           | 27.76%                       |
| 1998 | 459.94          | 604.03        | 144.09                           | 31.33%                       |
| 1999 | 604.03          | 792.83        | 188.80                           | 31.26%                       |
| 2000 | 792.83          | 686.45        | -106.38                          | -13.42%                      |
| 2001 | 686.45          | 584.28        | -102.17                          | -14.88%                      |
| 2002 | 584.28          | 444.75        | -139.53                          | -23.88%                      |
| 2003 | 444.75          | 550.78        | 106.03                           | 23.84%                       |
| 2004 | 550.78          | 575.29        | 24.51                            | 4.45%                        |
| 2005 | 575.29          | 570.00        | -5.29                            | -0.92%                       |
| 2006 | 570.00          | 660.41        | 90.41                            | 15.86%                       |
| 2007 | 660.41          | 685.65        | 25.24                            | 3.82%                        |
| 2008 | 685.65          | 431.54        | -254.11                          | -37.06%                      |
| 2009 | 431.54          | 514.09        | 82.55                            | 19.13%                       |
| 2010 | 514.09          | 565.90        | 51.81                            | 10.08%                       |
| 2011 | 565.90          | 570.79        | 4.89                             | 0.86%                        |
| 2012 | 570.79          | 646.61        | 75.82                            | 13.28%                       |
| 2013 | 646.61          | 823.81        | 177.20                           | 27.40%                       |
| 2014 | 823.81          | 908.38        | 84.57                            | 10.27%                       |
| 2015 | 908.38          | 911.43        | 3.05                             | 0.34%                        |
| 2016 | 911.43          | 991.43        | 80.00                            | 8.78%                        |
| 2017 | 991.43          | 1183.15       | 191.72                           | 19.34%                       |
| 2018 | 1183.15         | 1113.87       | -69.28                           | -5.86%                       |
| 2019 | 1113.87         | 1442.17       | 328.30                           | 29.47%                       |
| 2020 | 1442.17         | 1720.50       | 278.33                           | 19.30%                       |

## Investimenti
Il fondo di investimento iShares S&P 100 segue esattamente la composizione dell'indice S&P 100.